# Антигва и Барбуда на Светском првенству у атлетици на отвореном 2015.
Антигва и Барбуда је учествовала на Светском првенству у атлетици на отвореном 2015. одржаном у Пекингу од 12. до 30. августа петнаести пут, односно учествовала је на свим првенствима до данас. Репрезентацију Антигве и Барбуде представљало је 6 атлетичара (5 мушкараца и 1 жена) који су  се такмичили у три дисциплине.,
На овом првенству Антигва и Барбуда није освојила ниједну медаљу, али је мушка штафета 4 х 100 метара поставила нови национални рекорд.
У табели успешности према броју и пласману такмичара који су учествовали у финалним такмичењима (првих 8 такмичара) Антигва и Барбуда је са једним учесником у финалу делила 59. место са 3 бода, од 68 земаља које су имале представнике у финалу. На првенству је учествовало 207 земаља чланица ИААФ.
| Плас. | Земља             | 1. место | 2. место | 3. место | 4. место | 5. место | 6. место | 7. место | 8. место | Бр. финал. | Бод. |
| ----- | ----------------- | -------- | -------- | -------- | -------- | -------- | -------- | -------- | -------- | ---------- | ---- |
| =59.  | Антигва и Барбуда | 0        | 0        | 0        | 0        | 0        | 1        | 0        | 0        | 1          | 3    |

## Учесници
| Дисциплина | Спортисти                                            | Спортисти        |
| Дисциплина | Мушкарци                                             | Жене             |
| ---------- | ---------------------------------------------------- | ---------------- |
| 200 м      | Мигел Франсис                                        | -                |
| 4 х 100 м  | Чавон Волш Данијел Бејли Џаред Џарвис Мигел Франсис² | -                |
| Скок увис  | -                                                    | Присила Фредерик |

## Резултати

### Мушкарци
| Атлетичар                                            | Дисциплина | Лични рекорд | Квалификације | Квалификације | Полуфинале | Полуфинале | Финале               | Финале      | Детаљи |
| Атлетичар                                            | Дисциплина | Лични рекорд | Резултат      | Место         | Резултат   | Место      | Резултат             | Место       | Детаљи |
| ---------------------------------------------------- | ---------- | ------------ | ------------- | ------------- | ---------- | ---------- | -------------------- | ----------- | ------ |
| Мигел Франсис                                        | 200 м      | 20,05 НР     | 20,38         | 3. у гр. 7 КВ | 20,14      | 4 у пф. 3  | Није се квалификовао | 9 / 54 (60) |        |
| Чавон Волш Данијел Бејли Џаред Џарвис Мигел Франсис² | 4 х 100 м  | 38,14 НР     | 38,01 НР      | 4 у гр. 2     |            |            | 38,61                | 6 / 12 (16) |        |

- Атлетичари означени бројем учествовали су у више дисциплина.

### Жене
| Атлетичарка      | Дисциплина | Лични рекорд | Квалификације | Квалификације | Финале                | Финале      | Детаљи |
| Атлетичарка      | Дисциплина | Лични рекорд | Резултат      | Место         | Резултат              | Место       | Детаљи |
| ---------------- | ---------- | ------------ | ------------- | ------------- | --------------------- | ----------- | ------ |
| Присила Фредерик | Скок увис  | 1,91 НР      | 1,85          | 13. у гр. Б   | Није се квалификовала | 22 /28 (30) |        |